# بوريس يوفانوفيتش
بوريس يوفانوفيتش (بالصربية: Boris Jovanović)‏ (23 يوليو 1972 بيوغوسلافيا - ) هو لاعب كرة قدم صربي في مركز حراسة المرمى. لعب مع تيموك زاييتشار ودينامو دريسدن وساتشسين لايبزيغ وكارل زايس يينا ولوكوموتيف لايبزيغ وFK Pobeda ‏ وVfB Pößneck ‏ وSC Borea Dresden ‏ وبروسيا فلدا ‏.

## وصلات خارجية
- بوريس يوفانوفيتش على موقع قاعدة بيانات كرة القدم.إي يو (الإنجليزية)
- بوريس يوفانوفيتش على موقع بيانات كرة القدم. دي إي (الألمانية)
- بوريس يوفانوفيتش على موقع عالم كرة القدم.نت (الإنجليزية)